# Klein Aub
Klein Aub ist eine Siedlung in Namibia mit etwa 3000 Einwohnern. Den Status einer Siedlung besitzt der Ort seit 1995.

## Geographie

Landschaft bei Klein Aub

Klein Aub liegt an der nicht asphaltierten Hauptstraße C24, die den Ort mit dem 69 Kilometer entfernten Rehoboth sowie über den Remhoogte-Pass mit Ababis verbindet. Der Ort ist 165 Kilometer von der Regionshauptstadt Mariental und 143 km von der Hauptstadt Windhoek entfernt. Klein Aub liegt auf etwa 1550 m.

## Geschichte
Ab 1964 wurde in Klein Aub eine Kupfermine betrieben, die 1987 stillgelegt wurde. Neben Kupfer wurden auch Gold und Silber gewonnen. 2010 stürzte ein Teil der Mine ein und hinterließ ein mehrere Meter tiefes Loch.